# 豊野町 (春日部市)
豊野町（とよのちょう）は、埼玉県春日部市の町丁。現行行政地名は豊野町一丁目から豊野町三丁目。住居表示未実施地区。郵便番号は344-0014。豊野工業団地という工業団地が所在する。

## 地理
埼玉県の東部地域で、春日部市南東部の沖積平野上に位置する地区である。地区の東側で赤沼、南側から西側にかけて銚子口、北側で水角と隣接する。また、地区の東側で対角線上に赤崎が位置する。
地区の北端を南東方向に中川（庄内古川）が流れる。また中川から少し離れたところを八間堀が平行して流れている。
地区内は市街化区域で、一丁目は主に第一種住居地域に指定された住居地域の住宅地で戸建ての住宅が建ち並ぶ。二丁目および三丁目は工業地域に指定され、二丁目には数多くの工場などが立地する。工業地域を南北に縦貫する国道4号越谷春日部バイパスの東側に位置する三丁目は、工場もあるが主にごみ処理施設などの公共施設が立地する。住居地域と工業地域は「豊野町第3緑地」などの緑地帯で隔てられている。北西側で銚子口との境界線も同様に、工業地域を「豊野町第1緑地」などの緑地帯で隔てている。
東埼玉道路連絡線（完成2車線）の建設が地内で行なわれている。

### 地価
住宅地の地価は、2024年（令和6年）の公示地価によれば、豊野町1丁目22番地17の地点で5万8,400円//m2となっている。

## 歴史
- 1983年（昭和58年）10月26日 - 豊野工業団地土地区画整理事業の完成により換地処分を実施[8]、大字銚子口および大字赤沼の各一部より豊野町一丁目〜三丁目が成立[9]。
- 1988年（昭和63年）3月31日 - 豊野工業団地土地区画整理事業が完了する[8]。
- 1992年（平成4年）7月23日 - 地内に春日部市クリーンセンターが竣工する[10]。
- 1994年（平成6年）
  - 3月19日 - 地内に豊野環境衛生センターが竣工する[11]。
  - 6月24日 - 地内に資源選別センターが竣工する[12]。
- 2005年（平成17年）10月1日 - 春日部市が北葛飾郡庄和町と合併し、新たな春日部市が発足、同市の町丁となる。
- 2017年（平成29年）2月28日 - 地内に汚泥再生処理センターが竣工する[13]。

## 世帯数と人口
2024年（令和6年）1月1日現在の世帯数と人口は以下の通りである。豊野町二丁目および三丁目は全域が工業地域のため居住は皆無である。
| 丁目         | 世帯数  | 人口    |
| ------------ | ------- | ------- |
| 豊野町一丁目 | 692世帯 | 1,533人 |

## 小・中学校の学区
市立小・中学校に通う場合、学区は以下の通りとなる。
| 丁目         | 番地 | 小学校               | 中学校               |
| ------------ | ---- | -------------------- | -------------------- |
| 豊野町一丁目 | 全域 | 春日部市立豊野小学校 | 春日部市立豊野中学校 |
| 豊野町二丁目 | 全域 | 春日部市立豊野小学校 | 春日部市立豊野中学校 |
| 豊野町三丁目 | 全域 | 春日部市立豊野小学校 | 春日部市立豊野中学校 |

## 交通
地内に鉄道は敷設されていない。最寄り駅は東武鉄道伊勢崎線（東武スカイツリーライン）一ノ割駅で、豊野町1丁目22番地17の地点からおよそ3,000 m離れている。

### 道路
- 国道4号越谷春日部バイパス
- 埼玉県道10号春日部松伏線
- 藤塚赤沼線

### バス
朝日自動車杉戸営業所
- 春日部駅東口〜藤塚中央〜豊野工業団地線（系統番号：KB61〜KB63）
「豊野町南」（春日部駅東口行のみ）、「グランド入口」、「豊野町一丁目」、「工業団地（西）」、「工業団地（中）」、「豊野工業団地」停留所（系統番号：KB61）が設置されている[15]。

春日部市コミュニティバス「春バス」
地区内を縦貫・巡回する路線は設定されていない。以前は地内に停留所はないものの「赤沼〜武里駅ルート」が春日部松伏線に設定されていたが、2024年1月3日限りで廃止された（詳細は当該項目を参照）。

## 地域

### 公園・緑地
- 豊野町第1公園
- 豊野町第2公園
- 豊野町第3公園
- 豊野グラウンド
- 豊野テニスコート
- 豊野町第1緑地[5]
- 豊野町第2緑地
- 豊野町第3緑地 - 第3緑地〜第6緑地で工業地域と居住地域を隔てる緑地帯を構成している。
- 豊野町第4緑地
- 豊野町第5緑地
- 豊野町第6緑地

### 施設
- 豊野工業団地
  - 豊野工業団地協同組合組合会館
- 豊野環境衛生センター
  - 春日部市環境センター
  - 春日部市クリーンセンター
  - 春日部市資源選別センター
  - 春日部市汚泥再生処理センター
- 春日部豊野簡易郵便局
- 豊野町自治会館
- 第一遊水地
- 第二遊水地

※ 地内に春日部給食センターがあるが、学校に給食を提供する学校給食センターではない。なお、学校給食センターは春日部市神間647番地に所在する。